# Polkagris

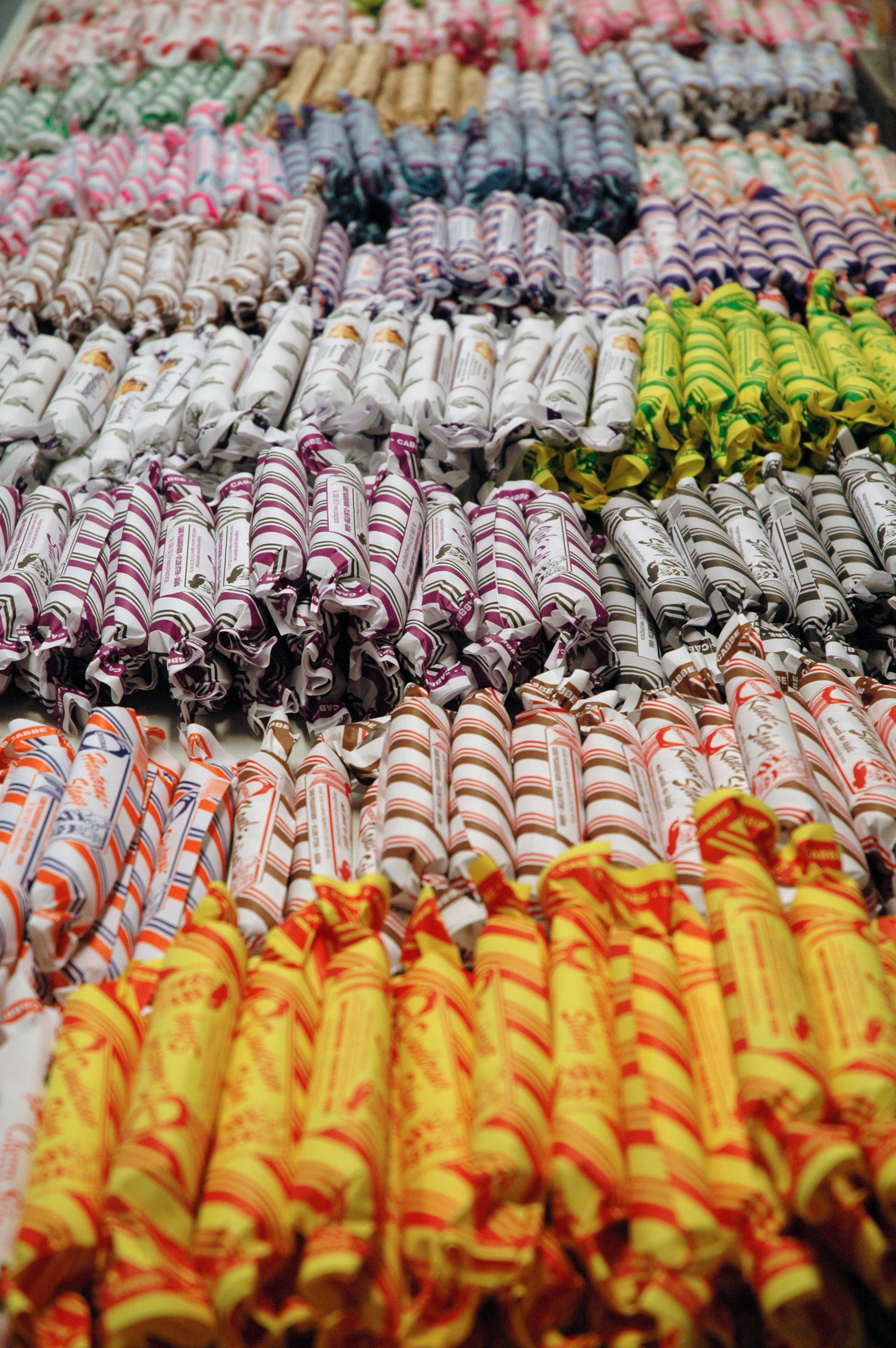
Polkagrisar a la venta a Gränna.

El polkagris (plural: polkagrisar) és una barra de caramel o bastó de caramel recte suec que va ser inventat el 1859 en la ciutat de Gränna (Suècia) i continua sent popular en la tradició confitera d'aquesta ciutat. El polkagris tradicional és vermell i blanc, amb gust de menta.
Polkagris és també el nom d'una beguda que té un gust semblant al del caramel. Conté vodka, crema de menta blanca, granadina, sprite i dos trossos de cirera.

## Etimologia
El nom polkagris al·ludeix a la polca, ball que era una novetat en Europa quan el caramel va ser inventat.

## Història

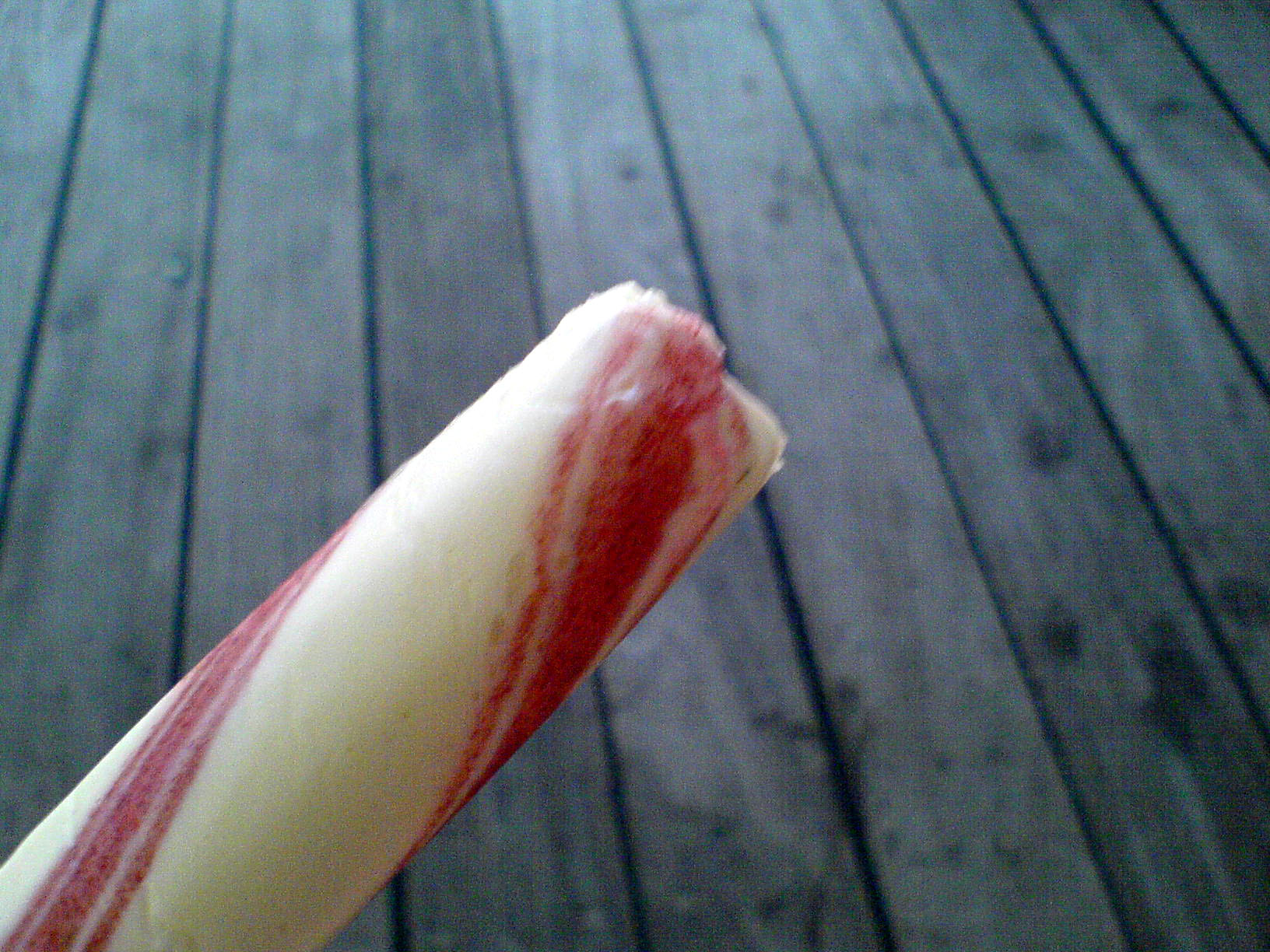
El tradicional polkagris vermell i blanc

El polkagris va ser inventat a Gränna el 1859 per Amalia Eriksson, una vídua pobra de 25 anys. Amalia necessitava mantenir la seva família després de la mort del seu marit, per al que va obtenir permís per obrir una fleca on fer dolços i caramels de menta. Va mantenir la recepta secretament tota la seva vida.
El caramel es fa amb massa de sucre, que es cou, es pasta damunt una taula de marbre, s'estira i es trena a mà fins a la mida correcta. Conté menta, sucre, aigua i una quantitat ínfima de vinagre. Està a la venda en botigues de la ciutat. Es troba en diverses formes, mides i colors, però la versió vermella i blanca amb gust de menta és l'original. La seva recepta ha estat inclosa en llibres de receptes suecs.